# 飯田章 (作家)
飯田 章（いいだ あきら、1935年2月28日 - ）は、作家。
東京市（現：墨田区）生まれ。早稲田大学第二政治経済学部卒業。

## 経歴
同人誌『文藝首都』に参加。1974年「迪子とその夫」で群像新人文学賞受賞。1987年「あしたの熱に身もほそり」で芥川賞候補。

## 著書
- 『迪子とその夫』草場書房 2006
- 『あしたの熱に身もほそり』鳥影社 季刊文科コレクション 2012
- 『里芋の花』鳥影社 季刊文科コレクション 2014
- 『破垣』幻戯書房、2015

## 注
1. ↑  芥川賞のすべて・のようなもの